# 淺野長晟
淺野長晟（日语：／ Asano Nagaakira，1586年3月18日—1632年10月16日）是江戶時代前期大名。備中國足守藩藩主、紀伊國紀州藩第2代藩主、安藝國廣島藩初代藩主。淺野氏宗家2代。

## 略歷
在近江國滋賀郡坂本（現今滋賀縣大津市）出生，淺野長政的次男。
文祿3年（1594年），仕於豐臣秀吉而被賜予3千石。
在慶長5年（1600年）的關原之戰以後跟隨德川家康，擔任德川秀忠的小姓。在慶長15年（1610年）被賜予備中足守2萬4千石。
慶長18年（1613年），長兄幸長在沒有嗣子的情況下病死，於是繼任家督並成為紀伊國和歌山藩（紀州藩）藩主。
在慶長19年（1614年）的大坂冬之陣、翌年（1615年）的夏之陣参戰，在樫井之戰中討死塙直之等人而立下功績。不過在紀伊國內有北山一揆、紀州一揆和土豪勢力相繼蜂起，在戰後立即返回領內鎮壓一揆。
元和5年（1619年），在福島正則被改易除封後增加至安藝廣島的42萬石。
寬永9年（1632年）9月3日，在廣島死去。享年46歲。家督由次男光晟繼承。